# Vólost
Vólost (del ruso: волость) era una subdivisión administrativa tradicional de Europa Oriental.
En la historia antigua de los eslavos orientales, el vólost era el nombre del territorio gobernado por el kniaz, un principado; tanto como gobernante absoluto o con un grado relativo de autonomía respecto al Veliki Kniaz. Desde el siglo XIV, el vólost era una unidad administrativa del Gran Ducado de Lituania, Polonia, Moscovia y tierras de las actuales Letonia y Ucrania. Desde alrededor del siglo XVI formaban parte de los distritos provinciales, que eran llamados uyezd en Moscovia y en el posterior Imperio ruso. Cada uyezd tenía diferentes 'vólosts que estaban subordinados a la ciudad centro del uyezd.
Tras la abolición de la servidumbre rusa en 1861, el vólost se convirtió en una unidad de autogobierno local de los campesinos. Varios mir se unían para formar un vólost, que tenía una asamblea de delegados elegidos de los mir. Estos elegían un starshiná y una corte de justicia (vólostni sud). El autogobierno de los mir y de los vólosts estaba controlado por la autoridad de los comisarios policiales (stanovói) y por el poder de supervisión general que se confería a los llamados "Comités de distrito para los asuntos de los campesinos".
Los vólosts fueron abolidos por la reforma administrativa de la Unión Soviética de 1923-1929. Los raiones podrían considerarse el equivalente moderno de los vólosts y los uyezd.
En la Rusia moderna, la subdivisión en vólost es usada en la república de Carelia, donde esta división tiene el mismo estatus que los raiones, y en el óblast de Leningrado, el óblast de Pskov, el óblast de Tula y en el de Samara, donde los vólost son considerados subdivisiones de los raiones y tienen el mismo estatus que los selsovet en otros sujetos federales de Rusia.

## Administración
Los vólost eran gobernados por la vólostnoye pravlenie (волостное правление), la administración del vólost, que consistía en el jefe de vólost electo (vólostnoi stárshina), los jefes de los pueblos (starosta) y otros funcionarios elegidos por la asamblea del vólost (волостной сход, vólostnoi sjod).
El tribunal de justicia del vólost, elegido por la asamblea del vólost, podía juzgar pequeños casos civiles y criminales. Podía sentenciar a castigo físico, multas o encarcelamientos breves.